# Cimetière intercommunal de Clamart
Le cimetière intercommunal de Clamart, ou cimetière du Parc, se trouve rue de la Porte-de-Trivaux à Clamart dans les Hauts-de-Seine.

## Historique
Il a été conçu par l'architecte Robert Auzelle et ouvert en 1956.
Des scènes du film Contre-enquête (2007), réalisé par Franck Mancuso avec Jean Dujardin, y ont été tournées.

## Personnalités inhumées
- Robert Auzelle (1913-1983), concepteur du cimetière,
- Le peintre Jean Bazaine (1904-2001),
- Le réalisateur Jacques de Casembroot (1903-1988),
- La comédienne Laure Paillette (1896-1968).